# Gare d'El Anasser
La gare d'El Anasser est une gare ferroviaire algérienne située sur le territoire de la commune d'El Anasser, dans la wilaya de Bordj Bou Arreridj.

## Situation ferroviaire
La gare est située au sud de la ville d'El Anasser, sur la ligne d'Alger à Skikda où elle est précédée de la gare de Bordj Bou Arreridj et suivie de celle d'El Guemmour.

## Service des voyageurs

### Desserte
La gare d'El Anasser est desservie par les trains régionaux de la liaison Alger  - Sétif.